# Mogera insularis
Espèce
Statut de conservation UICN

 LC  : Préoccupation mineure
Mogera insularis est une espèce de Mammifères de la famille des Talpidés (Talpidae). C'est une taupe asiatique.

## Habitat et répartition

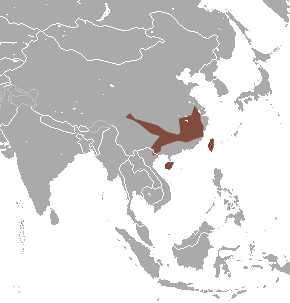
Carte de répartition en Asie.

Mogera insularis est un animal terrestre asiatique.
Cette taupe est présente en Chine, à Taïwan et au Viêt Nam.

## Classification
L'espèce a été décrite pour la première fois en 1863 par le zoologistes britannique Robert Swinhoe (1836-1877).
Classification plus détaillée selon le Système d'information taxonomique intégré (SITI ou ITIS en anglais) :
 Règne : Animalia ; sous-règne : Bilateria ; infra-règne : Deuterostomia ; Embranchement : Chordata ; Sous-embranchement : Vertebrata ; infra-embranchement : Gnathostomata ; super-classe : Tetrapoda ; Classe : Mammalia ; Sous-classe : Theria ; infra-classe : Eutheria ; ordre : Soricomorpha ; famille des Talpidae ; sous-famille des Talpinae ; tribu des Talpini ; genre Mogera.
Traditionnellement, les espèces de la famille des Talpidae sont classées dans l'ordre des Insectivores (Insectivora), un regroupement qui est progressivement abandonné au XXIe siècle.

### Liste des sous-espèces
Selon Catalogue of Life (2 octobre 2015) et Mammal Species of the World (version 3, 2005)  (2 octobre 2015) :
- sous-espèce Mogera insularis hainana Thomas, 1910
- sous-espèce Mogera insularis insularis (Swinhoe, 1863)
- sous-espèce Mogera insularis latouchei Thomas, 1907